# George Clymer (politicus)
George Clymer (Philadelphia (Pennsylvania),  16 maart 1739 – Morrisville (Pennsylvania), 23 januari 1813) was een Amerikaans politicus. Hij was een van de eerste patriotten die een volledige onafhankelijkheid ten opzichte van het Verenigd Koninkrijk voorstelde. Als afgevaardigde voor Pennsylvania tekende hij de Amerikaanse Onafhankelijkheidsverklaring en de Grondwet.

## Levensloop
Clymer was al op jonge leeftijd wees en werd opgevoed door zijn oom en tante. Hij werd opgeleid tot koopman. Op jonge leeftijd voegde hij zich al bij de patriottistische beweging en was een van de leiders van de demonstraties in Philadelphia tegen de Tea Act en de Stamp Act. Na het uitroepen van de onafhankelijkheid ten opzichte van Groot-Brittannië was hij lid van het Continental Congress namens Pennsylvania. Namens het Congress was hij een van de inspecteurs van het noordelijk deel van het Continental Army. Toen Philadelphia door de Britten bezet dreigde te worden sloeg het Congress op de vlucht. Clymer bleef samen met Robert Morris en George Walton als enige achter. Tijdens en na de oorlog verwierf hij ook een fortuin, met name door de handel met St. Eustatius.
Na zijn terugtreding uit het parlement werd Clymer gekozen in de Wetgevende Vergadering van de staat Pennsylvania. In 1782 ondernam hij een reis naar de zuidelijke staten om hen over te halen meer geld af te dragen aan de federale regering. In 1787 nam hij namens Pennsylvania deel aan de Constitutional Convention. Na de vorming van het Congres in 1789 werd de koopman gekozen in het Huis van Afgevaardigden. Daarin had Clymer twee jaar zitting.
Ook was Clymer de eerste voorzitter van de Philadelphia Bank en de Pennsylvania Academy of the Fine Arts. Namens de regering onderhandelde hij ook met Creek-indianen en sloot een verdrag met hen af.
Baldwin · Bassett · Bedford · Blair · Blount · Brearley · Broom · Butler · Carroll · Clymer · Daniel · Dayton · Dickinson · Few · Fitzsimons · Franklin · Gilman · Gorham · Hamilton · Ingersoll · Johnson · King · Langdon · Livingston · Madison · McHenry · Mifflin · G. Morris · R. Morris · Paterson · C. C. Pinckney · Pinckney · Read · Rutledge · Sherman · Spaight · Washington · Williamson · Wilson
- Library of Congress Control Number: n81024896
- SNAC: w6r032xq
- Biographical Directory of the United States Congress: C000538
- Virtual International Authority File: 53003719
- WorldCat: E39PBJtrRdmVvgf8dfdVwpMwYP